# Пихлице
Пихлице (на сръбски: Пихлице) е село в Босна и Херцеговина, разположено в община Соколац, в ентитета на Република Сръбска. Населението му според преброяването през 2013 г. е 12 души, от тях: 12 (100 %) бошняци.

## Население
Численост на населението според преброяванията през годините:
- 1961 – 170 души
- 1971 – 206 души
- 1981 – 220 души
- 1991 – 187 души
- 2013 – 12 души